# Horacio Castellanos Moya
Horacio Castellanos Moya (* 21. November 1957 in Tegucigalpa, Honduras) ist ein salvadorianischer Journalist, Schriftsteller und Herausgeber in Mittelamerika.

## Leben
Horacio Castellanos Moya ist der Sohn von Crescencio „Chencho“ Castellanos Rivas, Schriftsteller und Radiosprecher aus einer politisch linksgerichteten salvadorianischen Familie, und von Ruth Moya aus einer rechtskonservativen honduranischen Familie.
Er verbrachte die ersten vier Jahre seiner Kindheit in Honduras. 1962 zog seine Familie nach El Salvador. In San Salvador besuchte er das Gymnasium der Maristen. 1976 nahm er das Studium der Literaturwissenschaft an der Universidad de El Salvador auf. Zugleich unterstützte er die Guerilla durch journalistische Arbeit für die Fuerzas Populares de Liberación (FPL), die später Teil des Frente Farabundo Martí para la Liberación Nacional (FMLN) wurden.
Im Februar 1979 musste Castellanos angesichts der wachsenden Repression von Seiten der Armee aus El Salvador fort. Er ging zunächst nach Kanada und studierte ein Semester Geschichte an der York University in Toronto. Gegen Ende des Jahres 1979 kehrte Castellanos für kurze Zeit nach El Salvador zurück; aufgrund der politischen Entwicklung musste er das Land schon bald wieder verlassen. Von März bis Juli 1980 studierte er an der Universidad Nacional in Tegucigalpa, anschließend arbeitete er als Korrektor im Verlag Editorial Universitaria Centroamericana (EDUCA) in San José in Costa Rica. Im September 1981 wechselte er nach Mexiko-Stadt, wo er bis 1991 lebte. Ab 1982 arbeitete er als Redakteur für die salvadorianische Presseagentur Salpress, ab 1984 als Korrespondent für die Zeitschrift Cuadernos del tercer mundo. Desillusioniert und enttäuscht von der ideologischen Verhärtung der FMLN und der Gewalt gegen „Abweichler“ in den eigenen Reihen, distanzierte sich Castellanos im Dezember 1984 von der Guerilla und ihrem Kampf.
Vom September 1986 bis Januar 1987 schrieb Castellanos im Dorf Tlayacapan (bei Cuernavaca) seinen ersten Roman: La diáspora. Für diesen Roman erhielt er 1988 den Premio Nacional de Novela der Universidad de El Salvador.
Von 1986 bis 1988 gab er die englischsprachige Zeitschrift der Universidad Nacional Autónoma de México (UNAM) heraus: „Voices of México“, von 1988 bis 1990 leitete er die politische Redaktion der Nachrichtenagentur Agencia Latinoamericana de Servicios Especiales de Información (Alesei) mit Sitz in Mexiko-Stadt.
1991 verbrachte Castellanos vier Monate in El Salvador, um die Monatszeitschrift „Tendencias“ zu gründen. 1992, nach dem Friedensabkommen von Chapultepec zwischen der Regierung von El Salvador und der FMLN, das den Bürgerkrieg beendete, kehrte er nach San Salvador zurück. Er widmete sich u. a. dem Projekt der neuen Wochenzeitung „Primera Plana“ (1995–1996).
Auf die Veröffentlichung des Romans El asco. Thomas Bernhard en San Salvador im Jahre 1997 folgten Morddrohungen. Castellanos verließ fluchtartig sein Heimatland. Ein weiteres Wanderleben begann. Er hielt sich einige Monate lang in Madrid und in der Schweiz auf und in den Jahren 2000 und 2001 erneut in Mexiko-Stadt, wo er Chefredakteur der Zeitschrift Milenio Semanal war. 2003 arbeitete er für El Periódico de Guatemala in Guatemala-Stadt. Von 2004 bis 2006 lebte er im Rahmen des Programms „Stadt der Zuflucht“ auf Einladung der Frankfurter Buchmesse und der Stadt in Frankfurt am Main.
Horacio Castellanos Moyas Werk wird „gerade in den USA oder Frankreich in einem Atemzug mit demjenigen Roberto Bolaños genannt“.
2014 wurde Castellanos mit dem Premio Iberoamericano de Narrativa Manuel Rojas ausgezeichnet.

## Werke (Auswahl)
Romane
- 1988 La diáspora
- 1996 Baile con serpientes
- 2000 La diabla en el espejo
  - Die Spiegelbeichte, dt. von Jan Weiz, Rotpunkt, Zürich 2003. ISBN 3-85869-268-9
- 2001 El arma en el hombre
  - Der Waffengänger, dt. von Jan Weiz, Rotpunkt, Zürich 2003. ISBN 3-85869-249-2
- 2003 Donde no estén ustedes
  - Aragóns Abgang, dt. von Stefanie Gerhold,  Rotpunkt, Zürich 2005. ISBN 3-85869-299-9
- 2004 Breves palabras impúdicas. Istmo
- 2004 Insensatez
- 2006 Desmoronamiento. Tusquets Editores, Barcelona
- 2008 Tirana memoria
  - Der schwarze Palast, dt. von Stefanie Gerhold, S. Fischer, Frankfurt am Main 2010. ISBN 978-3-10-010223-2
- 2011 La sirvienta y el luchador
- 2013 El sueño del retorno
  - Der Traum von Rückkehr, dt. von Stefanie Gerhold, S. Fischer, Frankfurt am Main 2015. ISBN 978-3-10-002285-1.

Erzählungen
- 1981 ¿Qué signo es usted, niña Berta? (enthält ¿Qué signo es usted, niña Berta?, Simulacro, Como si lo hubieramos jodido todas, Los predicadores, Navidad, Equipo de trabajo, Noche de birrias, La Chelita, El coronel, Al recibir Luis por fin un juguete, La movilización, Los refugiados und Feria de artesanías)
- 1989 Perfil de prófugo (enthält Perfil de prófugo, Advertencia, En guinda, Informe, Encierro, El poeta y el comandante, Percance und Idéntica a Edwige Fenech)
- 1993 El gran masturbador. Relatos (enthält Variaciones sobre el asesinato de Francisco Olmedo, Torceduras, Nemesis, Paternidad und El gran masturbador)
- 1995 Con la congoja de la pasada tormenta (enthält Con la congoja de la pasada tormenta, Todo comenzó de esa manera, Key Largo, Truene, Solititos en todo el universo und Poema de amor)
- 2000 El asco. Thomas Bernhard en San Salvador (enthält Advertencia, El asco und Thomas Bernhard en San Salvador)